# Satoshi Nakamoto

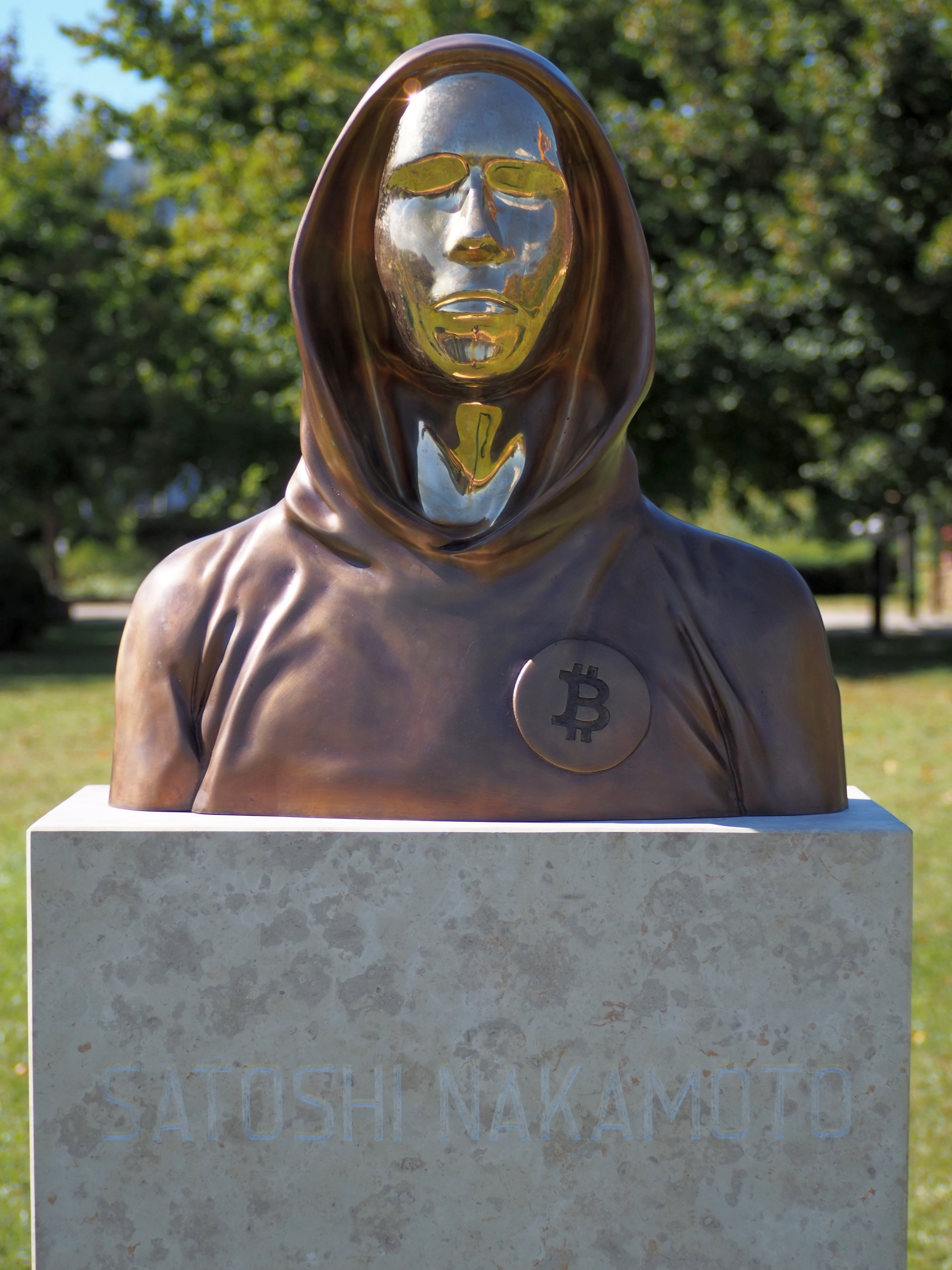
Satoshi Nakamoto tiszteletére emelt szobor Budapesten

Satoshi Nakamoto-üzenet az első blokk érmebázisába ágyazva

Satoshi Nakamoto (született 1975. április 5-én) álnevű személy vagy személyek által használt név, akik kifejlesztették a bitcoint, a bitcoin fehér könyv szerzője, és létrehozták és telepítették a bitcoin eredeti referenciamegvalósítását. A megvalósítás részeként Nakamoto megalkotta az első blokklánc adatbázist is. Nakamoto 2010 decemberéig volt aktív a bitcoin fejlesztésében.
Széles körben elterjedtek a találgatások Satoshi Nakamoto valódi személyazonosságáról, és sok embert jelöltek meg a név mögött álló személyként vagy személyekként. Noha Nakamoto neve japán, és 2012-ben kijelentette, hogy Japánban élő férfi, a legtöbb spekuláció az Egyesült Államok vagy Európa szoftver- és kriptográfiai szakértőit érintette.

## A bitcoin fejlesztése
Nakamoto kijelentette, hogy a bitcoin kódjának megírása 2007-ben kezdődött 2008. augusztus 18-án ő vagy egy kollégája regisztrálta a bitcoin.org domain nevet, és ezen a néven létrehozott egy weboldalt. Október 31-én Nakamoto közzétett egy fehér könyvet a kriptográfiai levelezőlistán a metzdowd.com oldalon, amely egy digitális kriptovalutát ír le, „Bitcoin: Egy peer-to-peer elektronikus készpénzrendszer” címmel.
2009. január 9-én Nakamoto kiadta a Bitcoin szoftver 0.1-es verzióját a SourceForge oldalon, és elindította a hálózatot a bitcoin genezis blokkjának kiadásával (0. blokkszám), amelynek blokkjutalma 50 bitcoin volt. Ennek a blokknak az érmealap-tranzakciójába (érmealap = coinbase) beágyazva a következő szöveg található: "The Times 2009. január 3. Pénzügyminiszter közel áll a második bankmentő csomag bejelentéséhez", ami The Times brit újság azon a napon megjelent főcímére hivatkozik. Ezt a megjegyzést egyszerre időbélyegként és gúnyos megjegyzésként értelmezték a résztartalékolási banktevékenység által okozott állítólagos instabilitásra utalva.
Nakamoto 2010 közepéig folytatta az együttműködést más fejlesztőkkel a bitcoin szoftveren, és maga végezte el a forráskód minden módosítását. Ezután Gavin Andresennek adta át a forráskód-tároló és a hálózati figyelmeztető kulcs irányítását, több kapcsolódó domaint is átadott a bitcoin közösség különböző prominens tagjainak, és abbahagyta dokumentált részvételét a projektben
Nakamoto 750 000 és 1 100 000 közötti bitcoint birtokol. 2021 novemberében, amikor a bitcoin elérte még mindig legmagasabb, 68 000 USD feletti értékét, nettó vagyona elérte volna a 73 milliárd USD-t, amivel akkor a világ 15. leggazdagabb személye lett volna.

## Jellemzők és identitás
Nakamoto soha nem árult el személyes adatokat a technikai kérdések megvitatása során, bár időnként kommentálta a bankszektort és a résztartalékolási bankrendszert. 2012-ben a P2P Alapítvány profiljában Nakamoto azt állította, hogy egy 37 éves férfi, aki Japánban élt, azonban egyesek úgy vélték, hogy valószínűleg nem japán, mivel anyanyelvi szinten beszélt angolul.
Egyesek úgy gondolták, hogy Nakamoto több személy egyszerre: Dan Kaminsky biztonsági kutató, aki kutatta a bitcoin kódját, azt állította, hogy Nakamoto vagy "embercsapat" vagy "zseni"; Hanyecz László, egy fejlesztő, aki e-mailt küldött Nakamotónak, úgy érezte, a kód túl jól megtervezett egy személy számára; Gavin Andresen Nakamoto kódjáról: "Zseniális kódoló volt, de furcsa."
A brit angol nyelv használata mind a forráskód megjegyzésekben, mind a fórumbejegyzésekben, mint például a "bloody", a "flat" és a "maths" kifejezések, valamint a "grey" és "colour" elírások, a feltételezések szerint Nakamotót, vagy a kollektívában legalább egy személyt, nemzetközösségi származásúnak gyanít. A Nakamoto által kibányászott első bitcoin blokkban a londoni Times újságra való hivatkozás egyesek számára a brit kormány iránti különös érdeklődést sugallta.
Stefan Thomas, egy svájci szoftvermérnök és aktív közösségtag grafikonon ábrázolta Nakamoto bitcoin-fórum bejegyzéseinek időbélyegeit (több mint 500). A diagram meredek csökkenést mutatott, és szinte egyetlen bejegyzés sem volt reggel 5 és 11 óra között Greenwichi középidő szerint. Délután 2 és 20 óra között voltak a bejegyzések, ami Japan Standard Time-nak felel meg, ami szokatlan alvásmintát sugall valakiről, aki állítólag Japánban él. Mivel ez a minta még szombaton és vasárnap is érvényes volt, ez arra utalt, hogy Nakamoto ilyenkor aludt.

### Lehetséges identitások
Nakamoto kiléte ismeretlen, de a találgatások különböző kriptográfiai és számítástechnikai szakértőkre összpontosultak, akik többnyire nem japán származásúak.

#### Hal Finney
Hal Finney (1956. május 4. – 2014. augusztus 28.) a bitcoin előtti kriptográfia úttörője volt, és az első személy (magán Nakamotón kívül), aki használta a szoftvert, hibajelentéseket készített és fejlesztéseket eszközölt. Andy Greenberg, a Forbes újságírója szerint néhány háztömbnyire lakott egy „Dorian Satoshi Nakamoto” nevű férfitól is. Greenberg felkérte a Juola & Associates íráselemző tanácsadó céget, hogy hasonlítsa össze Finney írásának egy mintáját Nakamoto írásával, és azt találta, hogy ez a legszorosabb hasonlóság, amellyel eddig találkoztak, beleértve a Newsweek, a Fast Company, a The New Yorker, a Ted Nelson és Skye Grey által kijelölt Nakamoto kandidátusokat. Greenberg elmélete szerint Finney Nakamoto háttérírója lehetett, vagy egyszerűen csak a szomszédja, Dorian személyazonosságát használta „cseppnek,” „aki személyes adatait az online támadások elrejtésére használja”. Azonban miután találkozott Finney-vel, látta az e-maileket közte és Nakamoto között, valamint bitcoin-pénztárcája történetét (beleértve a legelső bitcoin-tranzakciót Nakamototól, amit elfelejtett visszafizetni), és meghallotta tagadását, Greenberg arra a következtetésre jutott, hogy Finney igazat mond. A Juola & Associates azt is megállapította, hogy Nakamoto Finney-nek küldött e-mailjei jobban hasonlítanak Nakamoto más írásaira, mint Finney-éire. Finney extropikus társa és néhai társbloggere, Robin Hanson „legalább” 15%-os szubjektív valószínűséget adott annak, hogy „Hal jobban érintett, mint ahogy állította”, mielőtt további bizonyítékok arra utaltak volna, hogy ez nem így van.

#### Dorian Nakamoto
A Newsweek magazinban 2014. március 6-án megjelent nagy horderejű cikkben Leah McGrath Goodman újságíró azonosította Dorian Prentice Satoshi Nakamotót, egy Kaliforniában élő japán-amerikai férfit, akinek születési neve Satoshi Nakamoto, mint a szóban forgó bitcoin-feltaláló. Goodman a nevén kívül számos olyan tényre is rámutatott, amelyek arra utaltak, hogy ő a bitcoin feltalálója. A pomonai Kaliforniai Állami Műszaki Egyetemen fizikusként képzett Nakamoto rendszermérnökként dolgozott titkosított védelmi projekteken, valamint számítástechnikai mérnökként technológiai és pénzügyi információs szolgáltató cégeknél. Nakamotót az 1990-es évek elején kétszer is elbocsátották, és lánya szerint szabadelvűvé vált, és arra bátorította, hogy saját vállalkozást indítson „nem a kormány hüvelykujja alatt”. A cikkben a legnagyobbnak tűnő bizonyítékban Goodman azt írta, hogy amikor egy rövid személyes interjú során megkérdezte a Bitcoinról, Nakamoto úgy tűnt, megerősítette a Bitcoin alapítójaként való kilétét azzal, hogy kijelentette: „Már nem veszek részt ebben, és nem beszélhetek róla. Átadták másoknak. Most ők a felelősek. Már nincs hozzá bármiféle kapcsolatom."
A cikk közzététele nagy érdeklődést váltott ki a médiában, beleértve a Dorian Nakamoto háza közelében táborozó riportereket, akik finoman üldözték őt autóval, amikor elhajtott interjút készíteni. Később még aznap az álneves Nakamoto P2P Foundation fiókja közzétette az első üzenetét öt év után, amelyben azt írta: "Nem vagyok Dorian Nakamoto." A későbbi teljes interjú során Dorian Nakamoto tagadott minden kapcsolatot a Bitcoinnal, mondván, hogy korábban soha nem hallott a valutáról, és hogy Goodman kérdését tévesen értelmezte, mint ami a katonai alvállalkozóknál végzett korábbi munkájára vonatkozik, amelynek nagy része titkos volt. Egy Reddit "kérdezz bármit" interjúban azt állította, hogy félreértelmezte Goodman kérdését, hogy az a Citibanknál végzett munkájához kapcsolódik. Szeptemberben a P2P Foundation fiókja újabb üzenetet tett közzé, amelyben azt írta, hogy feltörték, ami kérdéseket vet fel a hat hónappal korábbi üzenet hitelességével kapcsolatban.

#### Nick Szabo
2013 decemberében Skye Gray blogger összekapcsolta Nick Szabót a bitcoin fehér könyvével egy olyan megközelítésben, amelyet stiliometrikus elemzésnek hívnak. Szabó a decentralizált valuta rajongója, és publikált egy tanulmányt a bit goldról, a bitcoin egyik előfutáráról. Ismeretes, hogy az 1990-es években érdekelte az álnevek használata. Egy 2011 májusi cikkében Szabó így nyilatkozott a bitcoin-alkotóról: „Én magam, Wei Dai és Hal Finney volt az egyetlen olyan ember, akit ismerek, akiknek annyira tetszett az ötlet (vagy Dai esetében a kapcsolódó ötlete) ahhoz, hogy jelentős mértékben továbbvigyék. Nakamotóig (feltételezve, hogy Nakamoto valójában nem Finney vagy Dai).
Dominic Frisby pénzügyi szerző sok közvetett bizonyítékkal szolgál, de mint bevallja, semmi bizonyítéka arra, hogy Nakamoto Nick Szabó lenne. Szabó tagadta, hogy Nakamoto az ő álneve. Egy 2014 júliusában Frisbynek küldött e-mailben ezt írta: „Köszönöm, hogy értesített. Attól tartok, rosszul csinálta, ha Satoshinak tituláltál, de már megszoktam." Nathaniel Popper azt írta a The New York Times-ban, hogy "a legmeggyőzőbb bizonyítékok egy Nick Szabó nevű, magyar származású elvonultan élő amerikai férfira mutattak".

#### Craig Wright
2015. december 8-án a Wired írta, hogy Craig Steven Wright, egy ausztrál akadémikus "vagy feltalálta a bitcoint, vagy egy zseniális csaló, aki nagyon szeretné, hogy elhiggyük, hogy ő tette". Craig Wright zárolta Twitter-fiókját, és sem ő, sem volt felesége nem válaszolt a sajtó megkereséseire. Ugyanezen a napon a Gizmodo közzétett egy történetet bizonyítékokkal, amelyeket állítólag egy hacker szerzett meg, aki betört Wright e-mail fiókjaiba, és azt állítja, hogy Satoshi Nakamoto Craig Steven Wright és David Kleiman számítógépes törvényszéki elemző közös álneve, aki 2013-ban halt meg. Wright állítását Jon Matonis (a Bitcoin Foundation korábbi igazgatója) és Gavin Andresen bitcoinfejlesztő is megerősítette.
Wright kijelentette, hogy a "Nakamoto" családnevet Tominaga Nakamoto (1715–1746) japán filozófus tiszteletére választotta, akiről Wright japán harcművészeti oktatójától hallott, és a hozzá tartozó "Satoshi" keresztnevet a Pokémon karakter Satoshi után, mert a nevét "Ash"-ként (ash jelentése hamu) angolosították, és így a "Satoshi" a jelenlegi pénzügyi rendszert képviseli, amelyet hamuvá kell égetni, hogy helyet adjon a kriptovalutának.

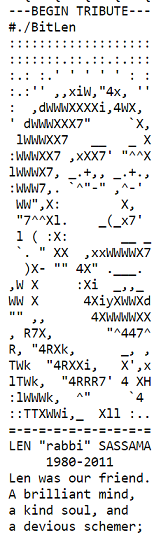
Len Sassaman-emlékmű a bitcoinblokkláncon

Számos prominens bitcointerjesztőt nem győztek meg Craig Wright kijelentései. A későbbi riportok felvetették annak a lehetőségét is, hogy a benyújtott bizonyítékok egy bonyolult átverés része, amit a Wired is elismert, és "kétségbe vonja" hogy Wright lenne Nakamoto. Peter Todd bitcoinfejlesztő elmondta, hogy Wright blogbejegyzése, amely úgy tűnt, hogy kriptográfiai bizonyítékot tartalmazott, valójában semmi ilyesmit nem tartalmaztak. Jeff Garzik bitcoin fejlesztő egyetértett abban, hogy a Wright által nyilvánosan szolgáltatott bizonyítékok nem bizonyítanak semmit, Dan Kaminsky biztonsági kutató pedig arra a következtetésre jutott, hogy Wright állítása "szándékos csalás".
2019 májusában Wright az angol rágalmazási törvényt kezdte használni, hogy bepereljen olyan embereket, akik tagadták, hogy ő lenne a bitcoin feltalálója, és csalónak nevezik. 2019-ben Wright bejegyezte az Egyesült Államokban a bitcoin fehér könyv és a Bitcoin 0.1 kódjának szerzői jogait. Wright csapata azt állította, hogy ez "Craig Wright állami hivatali elismerése Satoshi Nakamotoként". Az Egyesült Államok Szerzői Jogi Hivatala sajtóközleményt adott ki, amelyben tisztázta, hogy ez nem így van (mivel elsősorban ők határozzák meg, hogy egy mű jogosult-e szerzői jogvédelemre, és nem vizsgálják a törvényes tulajdonjogot, amelyet, ha vitatnak, a bíróságok határoznak meg).
2024 márciusában az Egyesült Királyság legfelsőbb bírósága kijelentette: Craig Wright nem Satoshi Nakamoto, emellett nem ő készítette a bitcoin whitepapert, valamint a bitcoin szoftver első verzióját sem.

#### Más jelöltek
A The New Yorker 2011-es cikkében Joshua Davis azt állította, hogy Nakamoto identitását számos lehetséges személyre leszűkítette, köztük dr. Vili Lehdonvirta finn gazdaságszociológusra és Michael Clear ír hallgatóra, aki 2008-ban egyetemi hallgató volt kriptográfia szakon a Dublini Trinity College-ban. Clear határozottan tagadta, hogy ő lenne Nakamoto, akárcsak Lehdonvirta.
Adam Penenberg oknyomozó újságíró 2011 októberében a Fast Company számára írt cikkében közvetett bizonyítékokra hivatkozott, amelyek szerint Neal King, Vladimir Oksman és Charles Bry Nakamoto lehettek Satoshi Nakamoto. 2008-ban közösen nyújtottak be egy szabadalmi kérelmet, amelyben a „számítástechnikailag nem praktikus visszafordítás” kifejezést tartalmazta, amelyet Nakamoto a bitcoin fehér könyvében is használt. A bitcoin.org domain nevet a szabadalom benyújtása után három nappal regisztrálták. Mindhárom férfi tagadta, hogy Nakamoto lenne, amikor Penenberg felkereste őket.
2013 májusában Ted Nelson azt feltételezte, hogy Nakamoto Shinichi Mochizuki japán matematikus. Később a The Age újságban megjelent egy cikk, amely azt állította, hogy Mochizuki cáfolta ezeket a feltételezéseket, de nem jelölte meg a cáfolat forrását.
A Vice 2013-as cikke Gavin Andresent, Jed McCalebet vagy egy kormányzati ügynökséget sorolt fel Nakamoto-jelöltekként.
2013-ban két izraeli matematikus, Dorit Ron és Adi Shamir publikált egy tanulmányt, amelyben azt állítják, hogy kapcsolat van Nakamoto és Ross Ulbricht között. Ők ketten a bitcoin-tranzakciók hálózatának elemzésére alapozták gyanújukat, de később visszavonták állításukat.
2016-ban a Financial Times írta, hogy Nakamoto egy embercsoport lehetett, potenciális tagként Hal Finney-t, Nick Szabót és Adam Backet említve. 2020-ban a Barely Sociable YouTube-csatorna azt állította, hogy Adam Back, a bitcoin-előd Hashcash feltalálója lehet Nakamoto. Ezt később visszautasította.
Elon Musk egy 2017. november 28-i tweetben tagadta, hogy Nakamoto lenne, egy korábbi SpaceX-gyakornok előző heti találgatásaira reagált. 2019-ben Evan Ratliff újságíró azt állította, hogy Paul Le Roux drogdíler lehet Nakamoto. 2021-ben Evan Hatch fejlesztő a COSIC cypherpunkját, Len Sassamant javasolta lehetséges jelöltként.
Gerald Votta, a Quantum Economics munkatársának elmélete a bitcoin megalkotójáról, hogy nem más, mint a kanadai kriptoszakértő, James A. Donald. Egy 2021. november 17-én megjelent cikkben azt feltételezi, hogy a Bitcoin fehér könyvére adott legelső komment, amit James A. Donald tett, és annak szinte azonnali időzítése több mint véletlen egybeesés.

## A populáris kultúrában
Satoshi Nakamoto mellszobrát 2021-ben helyezték el Magyarországon.

## Fordítás
Ez a szócikk részben vagy egészben  a   Satoshi Nakamoto című angol Wikipédia-szócikk ezen változatának fordításán alapul.  Az eredeti cikk szerkesztőit annak laptörténete sorolja fel. Ez a jelzés csupán a megfogalmazás eredetét és a szerzői jogokat jelzi, nem szolgál a cikkben szereplő információk forrásmegjelöléseként.